# Salvador Escribà Reñé
Salvador Escribà Reñé (Bell-lloc d'Urgell, el Pla d'Urgell, 1950) és un cantant i músic català.
Formà part com a baixista i veu principal dels Som Indígenes (1964-1973), un conjunt musicovocal molt influenciat pels Beatles. L'any 1977, durant la celebració d'un acte popular a Barcelona, en el context de les primeres eleccions democràtiques, va fundar amb Miquel Àngel Tena, Josep Vercher (exmembre de Los Chayenes) i Manuel Montañés, entre d'altres, l'orquestra de ball La Salseta del Poble Sec, la qual esdevingué una de les formacions més sol·licitades a les festes majors i altres celebracions.

## Carrera musical
Van tocar els primers compassos l'any 1977, en plena transició, amb la finalitat d'animar un acte electoral organitzat pel PSUC. I tot i que els temps han canviat, continuen omplint places i envelats d'arreu de Catalunya i farcint de crítica social les seves lletres.
Frenesí (1981), Sarau (1982) i A Media Noche (1983) foren els seus primers treballs abans de fundar Salseta Discos, el seu propi segell discogràfic i on van publicar des d'aleshores diferents treballs com Patrañas Bélicas (1986), Patacón Pisao (1988), De Parranda (1989) o Treballo la Nit (1992). Actuaren a bastament arreu dels Països Catalans, i manteniren, alhora, una certa regularitat pel que fa a nous enregistraments com per exemple Estic Content que Rutlli (1996), els recopilatoris Ballant amb Frenesí i Ei, Company (ambdós de 1996) i el disc doble enregistrat en viu Directe als Peus (2000). El darrer treball d'estudi editat per La Salseta fou Cops Amagats (2002) que coincidí amb la celebració del 25è aniversari del grup, durant la qual reberen nombrosos guardons i reconeixements. En el context comercial de Salseta Discos, Escribà i els seus socis foren els descobridors de Sopa de Cabra, el conjunt més important sorgit durant els anys d'esplendor del moviment del nou rock en català dels anys 90.

## Curiositats

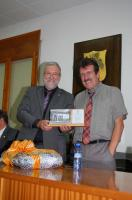
Festa Major Bellvís 2013

- Salvador Escribà va ser l'encarregat d'inaugurar la Festa Major de Bellvís 2013.[4]
- El nom de La Salseta del Poble Sec fa referència al fet que, al començament, la majoria d'integrants del grup procedien d'aquest barri barceloní, on van començar a tocar. I pel que fa a la paraula salseta, el seu fundador i actual líder de la banda, Salvador Escribà, afirma: “És una paraula molt catalana que indica festa i animació, que és el que nosaltres volem crear amb les nostres actuacions.”[5]
- SALVADOR ESCRIBÀ REPASSA LA HISTÒRIA DE LA SALSETA DEL POBLE-SEC Membre i fundador de l'orquestra de ball ‘La Salseta del Poble Sec', va oferir ahir a la tarda una xerrada a la Biblioteca Francesc Boix. L'acte va estar organitzat pel Centre de Recerca Històrica del Poble Sec (CERHISEC) i forma part d'una sèrie de xerrades que se celebren l'últim dimarts de cada mes. El músic Salvador Escribà, va explicar les influències de la banda en els seus inicis. El grup transgressor dels anys seixanta ‘Los Cheyenes', també originari del Poble Sec, va ser el més representatiu. N'hi va haver d'altres com ‘Los Sirex', ‘Los Mustangs' i ‘Los Gatos Negros'.[6]